# Lichenostomus melanops
Lichenostomus melanops là một loài chim trong họ Meliphagidae.